# Aethionema
Aethionema és un gènere de plantes amb flors dins la família brassicàcia, subfamília Brassicoideae. Consta d'unes 35 espècies, la majoria pròpies de les muntanyes circummediterrànies orientals. Les espècies del gènere Aethionema creixen com a herbàcies perennes en jardineria. En la vegetació dels Països Catalans és autòctona només l'espècie Aethionema saxatile, que rep el nom vulgar de pedrosa. Altres espècies n'inclouen:
- Aethionema antitaurus
- Aethionema cordifolia: Líban
- Aethionema grandiflorum: Pèrsia
- Aethionema iberideum
- Aethionema oppositifolium
- Aethionema retsina
- Aethionema thomasianum